# Réfugiés jacobites en France
Les réfugiés jacobites en France sont un ensemble de personnes émigrées depuis les îles britanniques après la destitution et la fuite du roi d'Angleterre, le Stuart Jacques II. Destitué en 1688 à la suite du coup d'État de la Glorieuse Révolution anglaise, Jacques II est accueilli dans le royaume de France par son cousin, Louis XIV. Environ 40 000 personnes, dénommées jacobites pour leur soutien à Jacques II, le suivent dans son exil entre 1688 et 1692. Du fait de l'importance des querelles religieuses dans ces évènements, la majorité des jacobites viennent du territoire catholique irlandais. Une part importante de cette émigration est également d'origine aristocratique. Avec le temps et l'échec des tentatives de restauration de la branche Stuart, une partie de ces émigrés quittent l'Europe pour les Antilles françaises ou anglaises.

## Origine de l'afflux de réfugiés
En 1688, le roi Jacques II d'Angleterre et d'Irlande et VII d'Écosse (1633-1701), de la maison des Stuart, qui régnait depuis 1685 est détrôné par un coup d’État. Le prénom latin du roi étant Jacobus, les royalistes britanniques qui lui restent fidèles ainsi qu'à ses successeurs sont alors connus sous le nom de jacobites.
Jacques II d'Angleterre traverse la Manche sur le navire de Phillip Walsh, celui qui devient capitaine-corsaire puis l'un des grands négociants irlandais, Il est accueilli en 1689 par son cousin Louis XIV, qui l'installe avec ses courtisans et sa famille dans le château de Saint-Germain-en-Laye. En 1700, le registre paroissial de Saint-Germain-en-Laye fait ainsi état de la présence de 1729 noms de jacobites. Leur cimetière est situé sous l'actuelle place du marché de la ville.
Louis XIV accepta d’envoyer en 1690 des troupes en Angleterre sous le commandement du duc de Lauzun, un proche de la cour anglaise en exil, mais exigea en échange que cinq régiments d’infanterie irlandais passent à son service. Ils étaient dirigés par le lieutenant général Justin MacCarty et se constituaient de Lord Viscount Mountcashel et des colonels Daniel O’Brien, Arthur Dillon, Richard Butler et Robert Fielding. La brigade Mountcashel comprenait ainsi trois régiments soit 5 371 officiers et soldats. Lors de la réforme de 1697-1698, elle en comptait 6 039. Chaque régiment se composait de deux bataillons comprenant quinze compagnies de cent hommes.

## Composition
Jusqu'en 1691, l'émigration se compose essentiellement d'Anglais. Par la suite, ce sont les « oies sauvages », c'est-à-dire les Irlandais, qui arrivent en masse à la suite du traité de Limerick. La brigade fut en particulier rejointe par les troupes de Jacques II demeurées sous le commandement de Patrick Sarsfield. La plupart des réfugiés possédaient des terres très vastes qui furent confisquées à leur départ. Pour le Roi-Soleil, les troupes irlandaises constituaient un apport militaire non négligeable. Pour Jacques II, elles étaient un espoir constant de restauration.
Les historiens évaluent à 40 000 le nombre de réfugiés jacobites, qui ont émigré en France entre 1688 et 1692. La structure de cette population est estimée à 60 % d'irlandais, 34 % d'anglais et 6 % d'écossais. Parmi eux, 40 % étaient de familles aristocratiques.

## Conséquences
Ces réfugiés jacobites participèrent à une série de rébellions et tentatives de reprise du trône anglais entre 1692 et 1715. Plus tard, leurs descendants jouèrent un grand rôle dans la compagnie des Indes, en particulier après 1760. Un grand nombre d'entre eux se sont aussi installés dans les grands ports de l'Ouest (notamment Nantes ou Bordeaux), formant en particulier la communauté des irlandais de Nantes dont le plus célèbre représentant et premier négociant de la ville, Antoine Walsh, a financé une partie de l'expédition menant à la bataille de Culloden en Écosse.
Selon l'historien irlandais Louis Cullen, la partie de cette émigration d'origine irlandaise avait été précédée par des vagues antérieures, pendant tout la première moitié du siècle marqué par une série de conflits très durs en Irlande, à hauteur d'une moyenne de près d'un millier de personnes par an. Dans les années 1700, une partie importante des réfugiés et de leurs descendants se sont installés aux Antilles, en particulier à Saint-Domingue. Après les échecs successifs des rébellions jacobites, plusieurs familles émigrent également dans les Antilles anglaises, comme Nicholas Tuite de Saint-Croix, fils du réfugié Richard Tuite de Tuitestown, qui a développé sept plantations de sucre à Sainte-Croix.